# Cneo Bebio Tánfilo
Cneo o Gneo Bebio Tánfilo  fue un político y militar de la Antigua Roma.

## Carrera política
Fue tribuno de la plebe en el año 204 a. C. cuando sometió a juicio político a los censores salientes Marco Livio Salinator y Cayo Claudio Nerón por la manera irregular en que habían cumplido los deberes de su cargo; el Senado, a pesar de que no estaba contento con los acusados, lo obligó a retirar la acusación por el principio de no responsabilidad de los censores.
En 199 a. C. fue pretor. Recibió el mando de las legiones del cónsul del año anterior, Cayo Aurelio Cota, estacionadas en las cercanías de Ariminium, con instrucciones de esperar la llegada del nuevo cónsul Lucio Cornelio Léntulo; pero Tánfilo, ansioso por obtener gloria, hizo una incursión en el país de los ínsubres y fue derrotado con grandes pérdidas. Cuando llegó Léntulo poco después, se le ordenó salir de la provincia y fue enviado a Roma en desgracia.
En 186 a. C. fue uno de los triunviros designados para fundar dos colonias y en el año 182 a. C. fue cónsul con Lucio Emilio Paulo. Juntos lucharon contra los ligures con éxito; al año siguiente obtuvo la Liguria de provincia como procónsul.